# Фатовы
Фатовы — дворянский род.
Родоначальник из купцов, надворный советник Венедикт Иванович Фатов кавалер ордена Святого Владимира 4-й ст., депутат в комиссии по составлению Нового уложения от г. Вязьмы, и его сын коллежский асессор Иван Венедиктович Фатов, пожалованы 24.11.1796 года императрицей Екатериной II  в дворянское достоинство Российской империи. Род внесён в I часть дворянской родословной книги Рязанской губернии

## Описание герба
Щит красного цвета перерезан горизонтальной голубой полосой, на которой изображены три золотые сердца. В верхней и нижней части по орлиной голове с императорскими на них коронами, означающие монаршую Нашу милость возведением их за ревностную и добропорядочную службу в дворянское достоинство.
Щит увенчан обыкновенным дворянским шлемом, с тремя страусовыми перьями. Намёт на щите голубой подложен серебром. Герб Фатовых внесён в Часть 15 Сборника дипломных гербов Российского Дворянства, не внесенных в Общий Гербовник, стр. 3.